# Championnat du Burkina Faso de football 2014-2015
Navigation
Saison précédente Saison suivante
La saison 2014-2015 du Championnat du Burkina Faso de football est la cinquante-troisième édition de la première division au Burkina Faso, organisée sous forme de poule unique, le Championnat National, où toutes les équipes se rencontrent deux fois au cours de la saison. En fin de saison, les deux derniers du classement sont relégués et remplacés par les deux meilleures formations de deuxième division.
C'est le Racing Club de Bobo qui remporte la compétition cette saison après avoir terminé en tête du classement final, avec trois points d'avance sur le tenant du titre, l'Étoile Filante de Ouagadougou et six sur l'Union sportive des Forces armées. C'est le quatrième titre de champion du Burkina Faso de l'histoire du club, le premier depuis 1987.

## Qualifications continentales
Deux places en compétitions continentales sont réservées aux clubs burkinabés : le champion se qualifie pour la Ligue des champions de la CAF 2016 tandis que le vainqueur de la Coupe du Burkina Faso obtient son billet pour la Coupe de la confédération 2016.

## Les clubs participants
- Union sportive des Forces armées
- Étoile Filante de Ouagadougou
- ASFA Yennenga
- AS SONABEL
- Racing Club de Bobo
- Santos FC
- Bobo Sports
- Rail Club du Kadiogo
- Bankuy Sports - Promu en Championnat National
- US Ouagadougou
- Centre KOZAF
- Canon du Sud Ouagadougou - Promu en Championnat National
- Bouloumpoukou FC
- ASF Bobo-Dioulasso
- Union sportive de la Comoé
- Majestic de Pô SC

## Compétition
Le barème de points servant à établir le classement se décompose ainsi :
- Victoire : 3 points
- Match nul : 1 point
- Défaite : 0 point

### Classement
| Rang | Équipe                            | Pts | J  | G  | N  | P  | Bp | Bc | Diff |
| ---- | --------------------------------- | --- | -- | -- | -- | -- | -- | -- | ---- |
| 1    | Racing Club de Bobo               | 60  | 30 | 18 | 6  | 6  | 44 | 17 | +27  |
| 2    | Étoile Filante de OuagadougouT    | 57  | 30 | 15 | 12 | 3  | 45 | 18 | +27  |
| 3    | Union sportive des Forces arméesC | 54  | 30 | 15 | 9  | 6  | 46 | 22 | +24  |
| 4    | AS SONABEL                        | 53  | 30 | 14 | 11 | 5  | 33 | 17 | +16  |
| 5    | Rail Club du Kadiogo              | 48  | 30 | 13 | 9  | 8  | 30 | 22 | +8   |
| 6    | US Ouagadougou                    | 48  | 30 | 12 | 12 | 6  | 26 | 15 | +11  |
| 7    | Centre KOZAF                      | 40  | 30 | 10 | 10 | 10 | 21 | 23 | -2   |
| 8    | ASFA Yennenga                     | 37  | 30 | 9  | 10 | 11 | 21 | 27 | -6   |
| 9    | Majestic SC                       | 34  | 30 | 8  | 10 | 12 | 22 | 30 | -8   |
| 10   | ASF Bobo-Dioulasso                | 32  | 30 | 7  | 11 | 12 | 9  | 21 | -12  |
| 11   | Bouloumpoukou FC                  | 32  | 30 | 8  | 8  | 14 | 20 | 33 | -13  |
| 12   | Santos FC                         | 31  | 30 | 6  | 13 | 11 | 18 | 32 | -14  |
| 13   | Bankuy SportsP                    | 31  | 30 | 7  | 10 | 13 | 15 | 30 | -15  |
| 14   | Union sportive de la Comoé        | 31  | 30 | 6  | 13 | 11 | 17 | 28 | -11  |
| 15   | Bobo Sports                       | 27  | 30 | 5  | 12 | 13 | 15 | 29 | -14  |
| 16   | Canon du Sud OuagadougouP         | 23  | 30 | 5  | 8  | 17 | 11 | 29 | -18  |

|  | Qualification pour la Ligue des champions de la CAF 2016                      |
|  | Qualification pour la Coupe de la confédération 2016                          |
|  | Relégation directe en deuxième division                                       |
|  | T : Tenant du titre C : Vainqueur de la Coupe du Burkina Faso P : Promu de D2 |

## Bilan de la saison
| Championnat du Burkina Faso de football 2014-2015 |                                              |
| Champion                                          | Racing Club de Bobo (4e titre)               |
| Coupes et trophées                                |                                              |
| Vainqueur de la Coupe du Burkina Faso 2014-2015   | Union sportive des Forces armées             |
| Qualifications continentales                      |                                              |
| Ligue des champions de la CAF 2016                | Racing Club de Bobo                          |
| Coupe de la confédération 2016                    | USFA                                         |
| Promotions et relégations                         |                                              |
| Promus en Championnat National                    | Union sportive du Yatenga                    |
| Promus en Championnat National                    | Association Jeunes Espoirs de Bobo-Dioulasso |
| Relégués en Deuxième division                     | Bobo Sports                                  |
| Relégués en Deuxième division                     | Canon du Sud Ouagadougou                     |